# Blainville (circonscription provinciale)
Pour les articles homonymes, voir Blainville.
Circonscription électorale provinciale du Canada
Blainville est une circonscription électorale provinciale du Québec. Elle est située dans la région administrative des Laurentides.
La population de la circonscription a grandement augmenté durant les dernières années passant de 58 511 personnes en 1996 à 66 125 cinq années plus tard, tenant compte des limites de la circonscription à ce moment. La moyenne d'âge y est conséquemment plus jeune que dans le reste du Québec. De plus, les Québécois y étaient en 2016 majoritairement francophones avec un pourcentage de l'utilisation du français à la maison de 92 % (contrairement à 82 % dans le reste du Québec).

## Historique
Blainville est formé en 1992 de la fusion d'une partie du territoire des circonscriptions de Groulx et Terrebonne. Son territoire a été modifié en 2011 par le transfert d'une partie de la ville de Blainville vers la circonscription de Groulx. Puis en 2017 le territoire de la circonscription a de nouveau été réduit en transférant la ville de Sainte-Anne-des-Plaines et la partie de celle de Terrebonne qui était dans Blainville vers la nouvelle circonscription des Plaines.

## Territoire et limites
La circonscription de Blainville comprend les municipalités suivantes :
- Blainville
- Bois-des-Filion
- Lorraine

## Liste des députés
| Législature                                  | Années       | Député           | Député            | Parti               |
| -------------------------------------------- | ------------ | ---------------- | ----------------- | ------------------- |
| Blainville Créée depuis Groulx et Terrebonne |              |                  |                   |                     |
| 35e                                          | 1994–1998    |                  | Céline Signori    | Parti québécois     |
| 36e                                          | 1998–2001    |                  | Céline Signori    | Parti québécois     |
| 36e                                          | 2001–2003    | Richard Legendre |                   | Parti québécois     |
| 37e                                          | 2003–2007    | Richard Legendre |                   | Parti québécois     |
| 38e                                          | 2007–2008    |                  | Pierre Gingras    | Action démocratique |
| 39e                                          | 2008–2011    |                  | Daniel Ratthé     | Parti québécois     |
| 39e                                          | 2011–2011    |                  | Daniel Ratthé     | Indépendant         |
| 39e                                          | 2011–2012    |                  | Daniel Ratthé     | Coalition avenir    |
| 40e                                          | 2012–2013    |                  | Daniel Ratthé     | Coalition avenir    |
| 40e                                          | 2013–2014    |                  | Daniel Ratthé     | Indépendant         |
| 41e                                          | 2014–2018    |                  | Mario Laframboise | Coalition avenir    |
| 42e                                          | 2018–2022    |                  | Mario Laframboise | Coalition avenir    |
| 43e                                          | 2022–présent |                  | Mario Laframboise | Coalition avenir    |

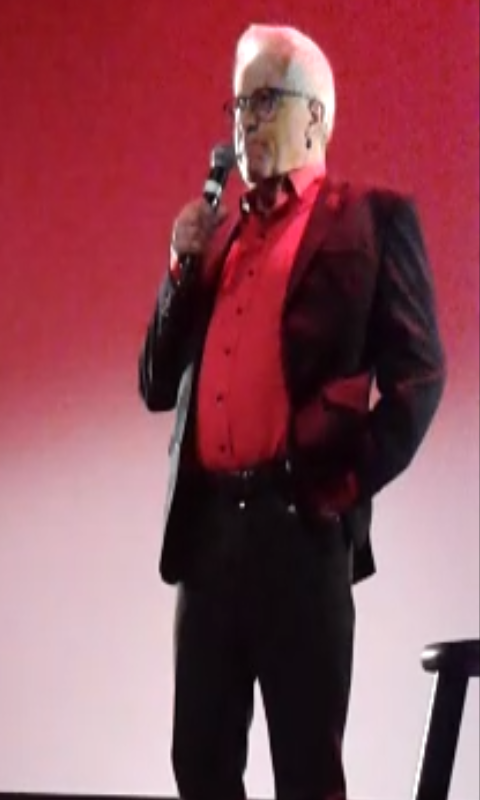
Daniel Ratthé est député de Blainville de 2008 à 2014.
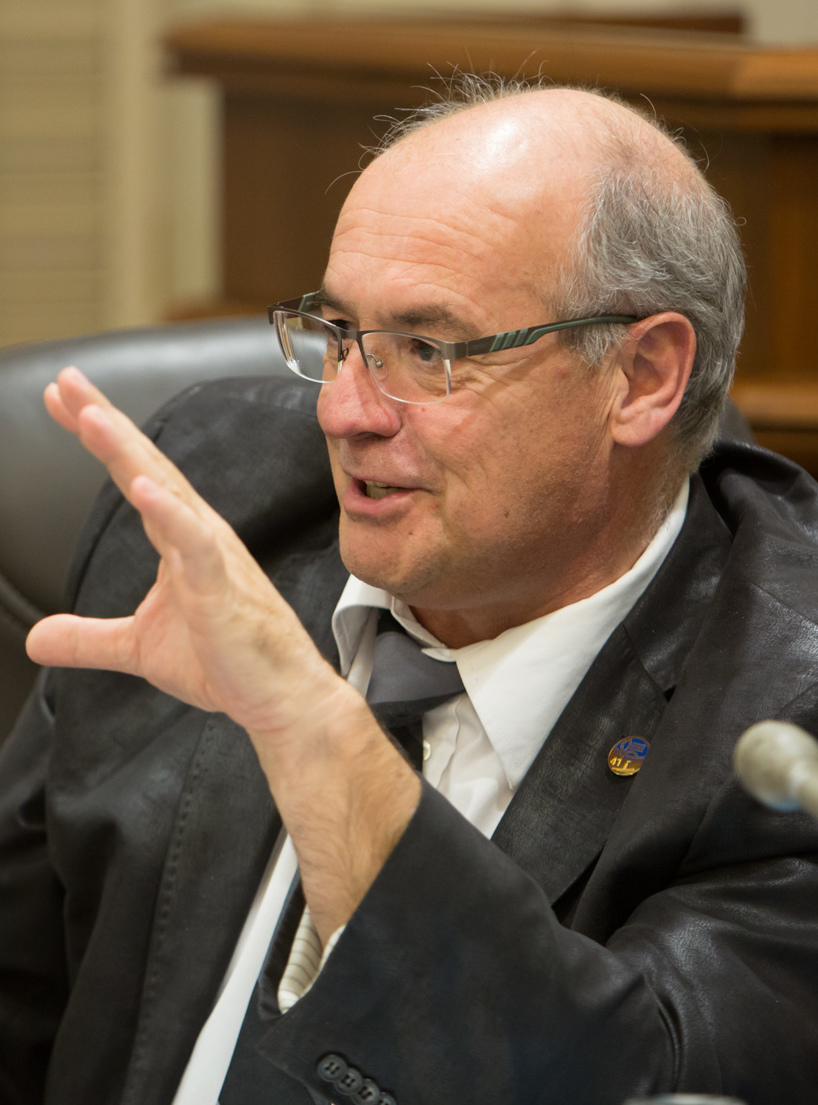
Mario Laframboise est député de Blainville depuis 2014 pour la Coalition avenir Québec.

## Résultats électoraux
| |
| - Parti québécois - Parti libéral - Action démocratique (ancien) - Québec solidaire - Coalition avenir - Parti conservateur |

## Référendum
|  | Référendum         | % du OUI | % du NON | Taux de participation |
|  | Référendum de 1995 | 63,01 %  | 36,99 %  | 95,33 %               |